# Усок (річка)
Усок, Трусівка — річка в Україні, у Шосткинському районі Сумської області. Ліва притока Івотки (басейн Дніпра).

## Опис
Довжина річки 15 км., похил річки — 2,1 м/км. Площа басейну 103 км².

## Розташування
Бере початок на північному заході від Діброви. Тече переважно на північний захід через Усок, Паліївку і впадає у річку Івотку, ліву притоку Десни.

## Притоки
- Борщівець (ліва).